# Osov
Osov (en allemand : Groß Wossow) est une commune du district de Beroun, dans la région de Bohême-Centrale, en République tchèque. Sa population s'élevait à 328 habitants en 2020.

## Géographie
Osov se trouve à 4 km au nord-est de Hostomice, à 14 km au sud de Beroun et à 37 km au sud-ouest de Prague.
La commune est limitée par Lážovice au nord, par Vižina à l'est, par Velký Chlumec au sud, et par Skřipel à l'ouest.

## Histoire
La première mention écrite de la localité date de 1225.

## Transports
Par la route, Osov se trouve à 4 km de Hostomice, à 24,6 km de Beroun et à 57 km du centre de Prague.